# Estado estamental
Na época de transição entre o período Medieval para a Idade Moderna surgiu um governo estamental, que é considerado como o primeiro estado moderno.
É um estado que marca uma transição, tendo tido início no século XVI. Considera-se como o primeiro estado moderno, pois apresenta uma tentativa de centralização do poder. Mesmo mantendo uma manutenção do dualismo entre Rei-reino (senhor feudal-corporações) / rei-estamentos (parlamentos/cortes).